# Myrmecocichla tholloni
El zorzal hormiguero del Congo (Myrmecocichla tholloni) es una especie de ave paseriforme de la familia Muscicapidae propia de África central.

## Distribución y hábitat
Se encuentra diseminado por Angola, la República Centroafricana, República del Congo, República Democrática del Congo y Gabón. Su hábitat natural son los herbazales húmedos tropicales y los humedales.